# SummerSlam (1989)
SummerSlam (1989) było drugą edycją corocznej gali pay-per-view SummerSlam, która została wyprodukowana przez World Wrestling Federation. Miała miejsce 28 sierpnia 1989 w Meadowlands Arena w East Rutherford, New Jersey.
Walką wieczoru był tag team match pomiędzy WWF World Heavyweight Championem Hulkiem Hoganem i Brutusem „The Barber” Beefcakiem (którzy byli później znani jako The Mega-Maniacs w latach 90.) oraz „The Macho Kingiem” Randym Savage’em i Zeusem. W karcie walk znalazły się również takie pojedynki jak Ted DiBiase kontra Jimmy Snuka, Ultimate Warrior kontra Rick Rude o WWF Intercontinental Heavyweight Championship, oraz Jim Duggan i Demolition (Ax i Smash) kontra André the Giant i The Twin Towers (Akeem i Big Boss Man).

## Przygotowania do gali
W głównej rywalizacji zmierzającej na SummerSlam zmierzyli się The Mega-Maniacs (WWF Champion Hulk Hogan i Brutus Beefcake) oraz Randy Savage i Zeus. Na WrestleManii V w kwietniu 1989, Hogan pokonał Savage’a zdobywając WWF Championship po raz drugi. WWF sfinansowało film nazwany „No Holds Barred”. Hogan startował w nim jako bohater Rip, popularny profesjonalny wrestler, podczas gdy Tom Lister zagrał złego Zeusa. W filmie, Hogan pokonał Zeusa. Rywalizacja została przeniesiona do WWF, ponieważ Zeus pragnął zemsty na Hoganie. W federacji również zaczął występować jako Zeus. Po raz pierwszy pojawił się on 27 maja 1989 na edycji z Saturday Night’s Main Event, gdzie Hogan bronił tytułu przeciwko Big Boss Manowi w steel cage matchu. Został przedstawiony przez menadżera Boss Mana, Slicka. Podczas wejściówki Hogana, Zeus wszedł i go zaatakował. 29 lipca na kolejnej edycji Saturday Night’s Main Event, Zeus zaatakował Brutusa Beefcake’a podczas jego walki z rywalem Hogana, Randym Savage’em. Zeus to zrobił, gdyż Beefcake był najlepszym przyjacielem Hogana. Hogan przyszedł mu na ratunek, lecz w ringu został dwa razy zaatakowany krzesełkiem w plecy przez Savage’a. Doprowadziło to do walki Hogan i Beefcake kontra Savage i Zeus na SummerSlam.
W kolejnej rywalizacji brali udział Rick Rude i The Ultimate Warrior, a na szali był WWF Intercontinental Championship. W konkursie na pozowanie na Royal Rumble w styczniu 1989 wygrał Warrior, lecz wściekły z powodu rezultatu Rude postanowił go zaatakować. Doprowadziło to do ich walki o tytuł na WrestleManii V, gdzie Warrior stracił Intercontinental Championship na rzecz Rude’a. W późniejszym czasie podpisali kontrakt na rewanż o tytuł na SummerSlam, gdzie to tym razem Rude miał bronić mistrzostwa przeciwko Warriorowi

## Gala
| Rola:                   | Osoba:         |
| ----------------------- | -------------- |
| Komentatorzy            | Tony Schiavone |
| Komentatorzy            | Jesse Ventura  |
| Konferansjerzy          | Howard Finkel  |
| Konferansjerzy          | Ron Garvin     |
| Przeprowadzający wywiad | Gene Okerlund  |
| Przeprowadzający wywiad | Sean Mooney    |
| Sędziowie               | Earl Hebner    |
| Sędziowie               | Joey Marella   |
| Sędziowie               | Tim White      |

Przed rozpoczęciem gali na żywo przez pay-per-view, Dino Bravo pokonał Koko B. Ware’a w dark matchu.
Pierwszą walką był tag team match pomiędzy WWF Tag Team Championami The Brain Busters (Arnem Andersonem i Tullym Blanchardem), którym towarzyszył Bobby Heenan, oraz The Hart Foundation (Bretem Hartem i Jimem Neidhartem). W środku walki, Anderson chciał zainteweniować, przez co ostatecznie czterech wrestlerów zaczęło bijatykę w ringu. W międzyczasie, Heenan rozproszył sędziego, co Anderson wykorzystał i wykonał double ax handle na plecy Harta, który chciał przypiąć Blancharda. Anderson wypchnął swojego partnera z ringu i położył się na Harcie sygnalizując przypięcie. Sędzia się odwrócił i nie widząc tego co się stało, przystąpił do odliczenia i dał wygraną mistrzom.
W drugiej walce zmierzyli się Dusty Rhodes i The Honky Tonk Man, któremu menadżerował Jimmy Hart. Rhodes miał przewagę, dopóki Hart nie zwrócił jego uwagi. Pozwoliło to Honky’emu na wzięcie megafonu Harta i uderzenie nim w brzuch rywala. Honky Tonk Man kontynuował ofensywę, lecz Rhodes dalej nie poddawał się i wstawał. Jednakże, Honky Tonk Man rzucił rywala wprost na sędziego, nokautując go. Po chwili Hart spróbował uderzyć Rhodesa gitaną Honky’ego, lecz trafił nią w swojego podopiecznego. Rhodes następnie wymierzył mu swój finisher, Bionic Elbow, po czym przypiął i wygrał walkę. Po walce Sean Mooney przeprowadził wywiad z Honkym. Wciąż oszołomiony Honky, myśląc że jest Elvisem, uznał Jimmy’ego Harta jako „Cillę” i spytał Mooneya, gdzie jest scena.
W trzeciej walce zawalczyli Mr. Perfect i The Red Rooster. Mr. Perfect wykonał wiele ofensywnych manewrów na rywalu, dodatkowo nie pozwalając mu na skontrowanie slamu. Mr. Perfect zakończył walkę wykonując dropkick i Perfect Plex, po czym przypiął go wygrywająć pojedynek.
W kolejnej walce, Rick Martel i The Fabulous Rougeaus (Jacques i Raymond Rougeau) zawalczyli z Tito Santaną i The Rockers (Shawnem Michalsem i Martym Jannettym). W pierwszych momentach walki, Santana i The Rockers mieli przewagę czyszcząc ring z rywali. Jannetty był legalną osobą w ringu i walczył z trzema przeciwnikami. Martel i Rougeaus nie pozwalali Jannetty’emu zmienić się, izolując go w swoim narożniku i wykonując drużynowe manewry. Po jakimś czasie, Santana zmienił się z Michalesem, który zaś szybko odrobił straty i zdobył przewagę. Pod koniec pojedynku, Jimmy Hart, który był menadżerem The Rougeaus i Martela, odwrócił uwagę Jannetty’ego, który został uderzony od tyłu przez Jacques’a. W rezultacie, Martel przypiął Jannetty’ego, pomimo że Michaels był legalną osobą w ringu.
W następnej walce zmierzyli się The Ultimate Warrior i broniący mistrzostwa Rick Rude, któremu towarzyszył Bobby Heenan, a stawką był WWF Intercontinental Championship. Warrior na początku dominował w walce, przy czym wykonał między innymi Gorilla press slam wyrzucając Rude’a z ringu na podłodze, dodając atak pasem mistrzowskim. Jego przewaga zakończyła się, gdy Rude wyrzucił Warriora z górnej liny. Dwójka wrestlerów ciągle walczyła, lecz po chwili przyszedł Roddy Piper i rozproszył Rude’a. Pozwoliło to Warriorowi na wykonanie German suplexa, press slamu i Warrior Splasha, po czym pretendent przypiął Rude’a i stał się nowym Intercontinental Championem.
Jim Duggan i Demolition (Smash i Ax) pokonali André the Gianta i The Twin Towers (Big Boss Mana i Akeema) (z Bobbym Heenanem i Slickiem). Smash przypiął Akeema po tym jak Duggan uderzył Akeema w głowę swoją deską. W kolejnej walce Greg Valentine (który był z Jimmym Hartem) pokonał Herculesa. Valentine przypiął Herculesa przy pomocy położenia stóp na linach, czego sędzia nie zauważył. Gościnny konferansjer Ronnie Garvin (który rywalizował z Valentinem) odmówił ogłoszenia Valentine’a jako zwycięzcy, więc powiedział, że Hercules jest zwycięzcą przez dyskwalifikację (pomimo iż Valentine oficjalnie wygrał walkę). Ted DiBiase (któremu towarzyszył Virgil) pokonał Jimmy’ego Snukę przez wyliczenie. DiBiase wygrał, gdyż Snika został odliczony poza ringiem.
W walce wieczoru, WWF Champion Hulk Hogan i Brutus Beefcake zawalczyli z Randym Savage’em i Zeusem. Na początku, Beefcake i Savage atakowali się na podłodze, zaś Zeus nie sprzedawał ataków Hogana. Beefcake wrócił do ringu i chciał pomóc Hoganowi, lecz został schwytany w bearhug. Hogan próbował uratować partnera, ale również otrzymał bearhug od Zeusa. Savage wskoczył na górną linę i podwójnie uderzył Hogana diving double axe handlem, dodając running knee i zdobywając jedynie near-fall. Savage zaaplikował chinlock na Hoganie, lecz Hogan wyszedł z tego wykonując kolka shoulder blocków. Zszedł z górnej liny, lecz po chwili zaatakował go Zeus. Ten zaś zmienił się za Savage’a, pobił Hogana i umieścił go w bearhugu, gdzie kilka razy zdobył near-fall. Zeus wziął go do swojego narożnika i zmienił z Savage’em. Savage wymierzył neckbreaker na Hoganie i napluł na Beefcake’a, prowokując go do wejścia do ringu. Savage wykonał belly to belly suplex na Hoganie, zyskując near-fall. Hogan zmienił się z Beefcakiem, który uderzył Savage’a high knee, przy czym znów był near-fall. Umieścił Savage’a w Barber's Chairze, który upadł na kolana, lecz udało mu się wstać i uderzyć głową Beefcake’a o narożnik. Zeus wszedł, lecz zostało mu wykonane eye rake i zaaplikowane Barber's Chair. Savage wziął torebkę swojej menadżerki Sensational Sherri i uderzył nią plecy Beefcake’a. Savage wszedł jako legalna osoba do ringu, uspokoił Zeusa i zdobył near-fall na Beefcake'u, gdyż Hogan przerwał przypięcie. Savage spróbował raz jeszcze i znów Hogan zainterweniował po czym zaczął gonić Savage’a poza ringiem i wymierzył mu kilka ciosów. W międzyczasie Zeus wszedł i zaczął dusić Beefcake’a swoim chokeholdem, po czym znów zmienił się z Savage’em. Savage i Beefcake wspólnie się znokautowali. Beefcake zmienił się z Hoganem, gdzie ten wykonał corner clothesline na Savage'u i skupił się na Zeusie. Dodał do tego big boot na Savage'u, przez co ten upadł na podłogę. Hogan spróbował wykonać suplex na Savage'u z krawędzi ringu, lecz Sherri go przewróciła i Savage próbując go przypiąć zdobył near-fall. Dodatkowo wykonał clothesline i Savage Elbow z górnej liny, lecz podobnie jak na WrestleManii V, Hogan tych ruchów nie sprzedał. Pobił Savage’a i wysłał go na podłogę po wykonaniu atomic dropu. Zeus był w stanie wejść do ringu, lecz otrzymał kilka clothesline’ów i upadł na kolano. Elizabeth zaczęła gonić Sherri, zaś Beefcake wrzucił Savage’a do ringu. Sędzia był rozproszony, jednakże Hogan to wykorzystał i uderzył Zeusa torebką Sherri, dodał scoop slam i leg drop, a następnie przypiął i wygrał walkę.

## Wydarzenia po gali
Hulk Hogan i Brutus Beefcake zawalczyli z Randym Savage’em i Zeusem w rewanżu na No Holds Barred w steel cage matchu, gdzie Hogan i Beefcake raz jeszcze wygrali. Jeszcze przed „No Holds Barred”, Zeus zaczął pojawiać się w narożniku Teda DiBiasego, który znów zaczął feudować z Hoganem o WWF World Heavyweight Championship, a także Zeus był w drużynie DiBiasego na Survivor Series; Hogan walczył również z Savage’em w seriach pojedynczych steel cage matchów.
The Brain Busters (Arn Anderson i Tully Blanchard) bronili swoich WWF Tag Team Championship, dopóki nie stracili ich z powrotem na rzecz Demolition w październiku 1989. Zmiana mistrzów miała miejsce na tapingach Superstars of Wrestling, a wyemitowano ową walkę 4 listopada 1989; do czasu emisji, Anderson i Blanchard dalej występowali jako mistrzowie. Krótko potem opuścili oni federację.
Rick Rude zaczął nową rywalizację z Roddym Piperem, gdzie dwójka podbudowywała swój feud do końca 1989. Zmierzyli się w końcu w steel cage matchu w grudniu 1989, gdzie Piper zwyciężył. W międzyczasie, Ultimate Warrior bronił tytułu głównie przeciwko André the Giantowi, regularnie squashując giganta w 30 sekund podczas walk na house show w całym państwie (w tym raz w Madison Square Garden w Nowym Jorku). Wraz z odejściem Blancharda i Andersona, André został umieszczony w tag teamie z Haku, tworząc tag team Colossal Connection; razem zdołali zdobyć Tag Team Championship pokonując Demolition podczas tapingów Superstars w grudniu 1989. Rywalizacja André z Ultimate Warriorem została umieszczona w tag teamie, gdzie Haku pomagał w walkach gigantowi, podczas gdy jego zdrowie zaczęło powoli słabnąć.
W innym ważniejszym feudzie walczyli Ron Garvin i Greg Valentine. Wściekły Valentine za wydarzenia z SummerSlam domagał się walki z Garvinem – który nie występował w ringu z powodu „emerytury” (Garvin wcześniej przegrał „retirement” match z Valentinem) – ostatecznie Garvin został przywrócony do czynnych występów w ringu. Garvin ostatecznie wygrał ich ostatnią walkę, którą był submission match na Royal Rumble 1990.

## Wyniki walk
| Nr                                 | Wyniki | Stypulacje                                        | Czas  |
| ---------------------------------- | --- | ------------------------------------------------- | ----- |
| 1                                  | Dino Bravo pokonał Koko B. Ware'a | Singles match                                     | N/A   |
| 2                                  | The Brain Busters (Arn Anderson i Tully Blanchard) (w/ Bobby Heenan) pokonali The Hart Foundation (Breta Harta i Jima Neidharta)                                | Tag team match                                    | 16:23 |
| 3                                  | Dusty Rhodes pokonał The Honky Tonk Mana (w/ Jimmy Hart) | Singles match                                     | 09:36 |
| 4                                  | Mr. Perfect pokonał The Red Roostera | Singles match                                     | 03:21 |
| 5                                  | Rick Martel i The Fabulous Rougeaus (Jacques i Raymond Rougeau) (w/ Jimmy Hart) pokonali Tito Santanę i The Rockers (Shawna Michaelsa i Marty’ego Jannetty’ego) | Six-man tag team match                            | 14:58 |
| 6                                  | The Ultimate Warrior pokonał Ricka Rude’a (c) (w/ Bobby Heenan)                                                                                                 | Singles match o WWF Intercontinental Championship | 16:02 |
| 7                                  | Jim Duggan i Demolition (Smash i Ax) pokonali André the Gianta i The Twin Towers (Big Boss Mana i Akeema) (w/ Bobby Heenan i Slick)                             | Six-man tag team match                            | 07:23 |
| 8                                  | Greg Valentine (w/ Jimmy Hart) pokonał Herculesa | Singles match                                     | 03:08 |
| 9                                  | Ted DiBiase (w/ Virgil) pokonał Jimmy’ego Snukę przez odliczenie poza-ringowe                                                                                   | Singles match                                     | 06:27 |
| 10                                 | Hulk Hogan i Brutus Beefcake (w/ Miss Elizabeth) pokonali Randy’ego Savage’a i Zeusa (w/ Sensational Sherri)                                                    | Tag team match                                    | 15:04 |
| (c) – mistrz/mistrzyni przed walką | |                                                   |       |